# Рудольф Бенкендорф
Рудольф Бенкендорф (нім. Rudolf Benkendorff; 5 серпня 1890, Гамбург — 4 серпня 1973, Гамбург) — німецький метеоролог і військовий чиновник, доктор політичних наук (13 серпня 1914), міністерський диригент люфтваффе (1 листопада 1944).

## Біографія
Вивчав кліматологію у Гайдельберзькому, Кільському та Берлінському університетах. З початком Першої світової війни вступив добровольцем в 1-й запасний кулеметний батальйон, потім ордонанс-офіцер і командир роти 18-го резервного єгерського батальйону. 14 грудня 1918 року демобілізований і вступив на державну службу. З 21 червня 1926 року — референт служби погоди і безпеки польотів у відділі авіації Імперського міністерства транспорту. 1 квітня 1933 року переведений в люфтваффе і призначений директором служби погоди Імперської метеорологічної служби. З 15 жовтня 1934 року — директор метеорологічної служби 6-го авіаційного округу, потім Командування ВПС «Море» (зі штаб-квартирою в Кілі). В 1937 році вступив у НСДАП (квиток №5 825 472). З 21 червня 1939 року — головний метеоролог 2-го повітряного флоту. 25 червня 1943 року призначений начальником Імперської служби погоди ОКЛ і очолював її до кінця війни. В травні 1945 року взятий в полон. 5 грудня 1945 року звільнений і повернувся на службу в метеорологічні організації. В 1953/60 роках — президент Німецької метеорологічної служби у Франкфурті-на-Майн.

## Нагороди
- Залізний хрест 2-го і 1-го класу
- Нагрудний знак «За поранення» в чорному
- Почесний хрест ветерана війни з мечами (1934)
- Медаль «За вислугу років у Вермахті» 4-го класу (4 роки; 2 жовтня 1936)
- Медаль «За Атлантичний вал»
- Застібка до Залізного хреста 2-го класу
- Орден «За заслуги перед Федеративною Республікою Німеччина», командорський хрест (4 серпня 1960)